# Houplin-Ancoisne
Houplin-Ancoisne est une commune française située dans le département du Nord, en région Hauts-de-France. Elle fait partie de la Métropole européenne de Lille.

## Géographie

### Situation

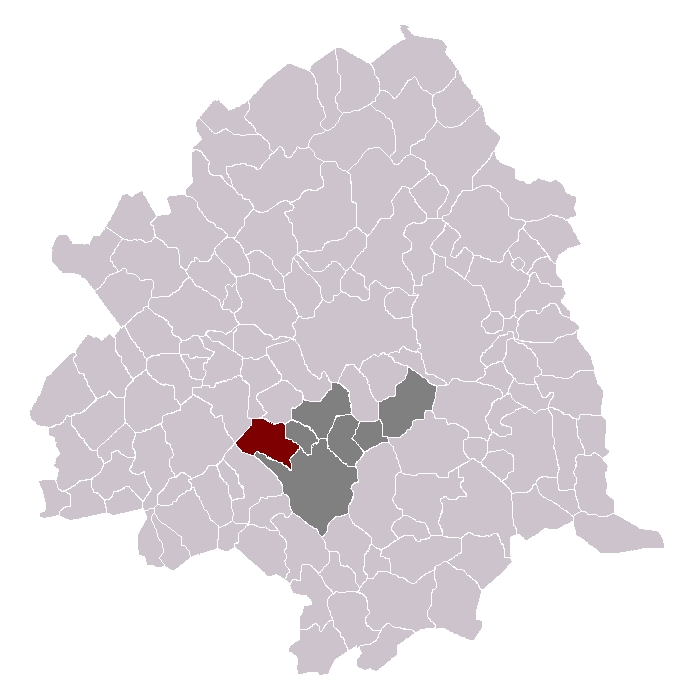
Houplin-Ancoisne dans son canton et son arrondissement.

La commune se situe dans le Mélantois, à la limite du pays de Carembault en Flandre romane, à une douzaine de kilomètres de Lille, vers le sud, légèrement à son ouest. Bordée par la Deûle, le Canal de Seclin, elle est traversée principalement par deux départementales la D63 d'est en ouest, et la D145 du nord-est au sud-ouest.
Commune de peuplement très ancien, composée de deux villages, séparés depuis toujours par des zones agricoles : Houplin et Ancoisne. Primitivement Hoplin-Lez-Seclin, la commune est identifiée dans les textes postérieurs comme Houplin. Le hameau d'Ancoisne comptant après guerre une population équivalente à celle de Houplin, une résolution du conseil municipal de 1950 donne à la commune cette appellation de Houplin-Ancoisne, pratiquée actuellement.
La commune a une superficie de 648 hectares, et une altitude qui varie de 17 à 33 mètres.
La commune compte une école maternelle (Charles Vion), et deux écoles primaires (Jules Ferry et Victor Hugo), un super marché, quelques commerces et professions libérales, du corps médical essentiellement.

### Communes limitrophes
Les communes limitrophes sont  Emmerin, Gondecourt, Haubourdin, Noyelles-lès-Seclin, Santes, Seclin et Wavrin.
| Santes     | Haubourdin       | Noyelles-lès-Seclin |
| Wavrin     | Houplin-Ancoisne | Noyelles-lès-Seclin |
| Gondecourt |                  | Seclin              |

### Hydrographie

#### Réseau hydrographique

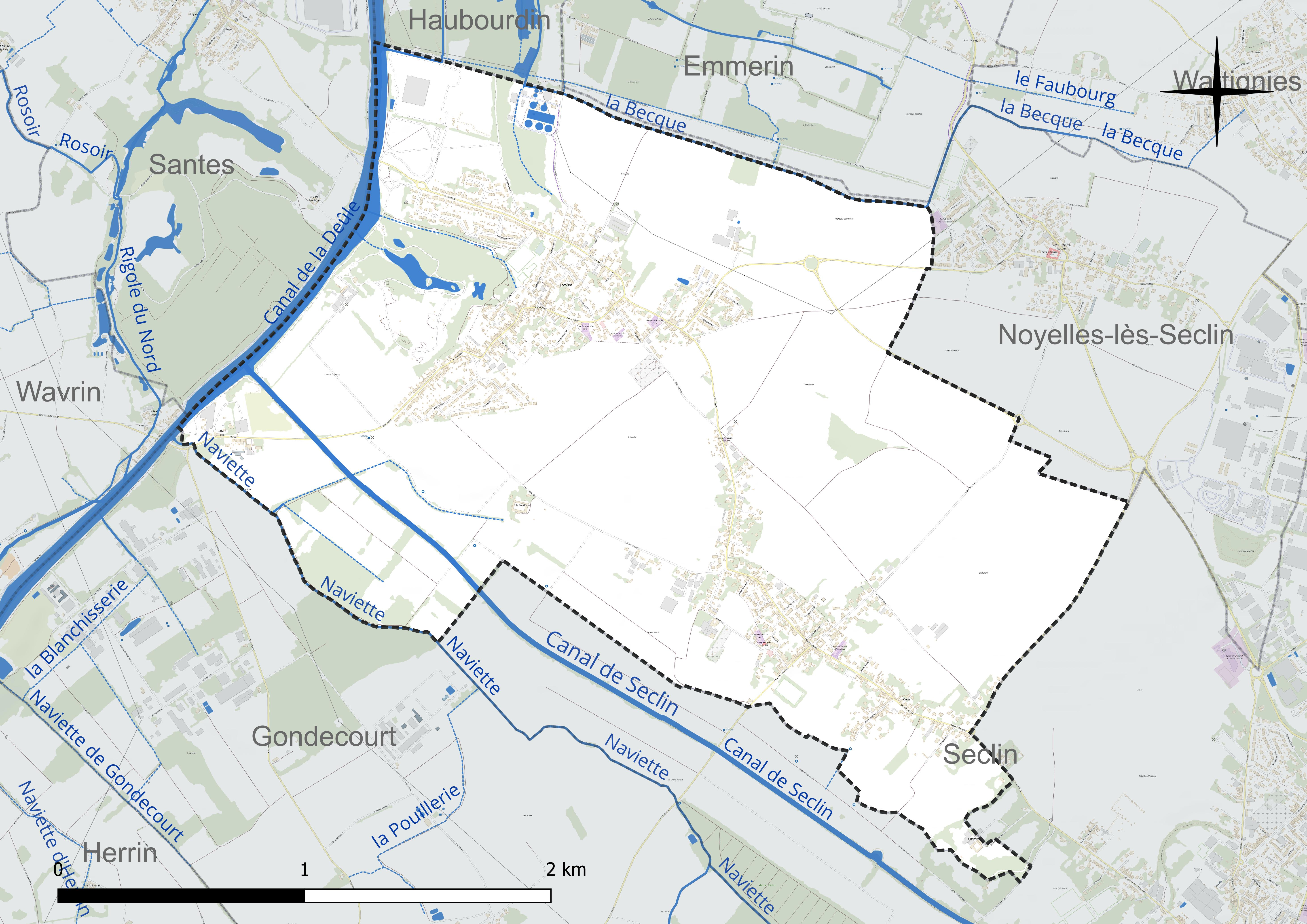
Réseau hydrographique d'Houplin-Ancoisne.

La commune est située dans le bassin Artois-Picardie. Elle est drainée par le canal de la Deûle, la Naviette, le canal de Seclin, la Becque et divers autres petits cours d'eau,.
Le canal de la Deûle est un canal, chenal navigable, d'une longueur de 59 km, prend sa source dans la commune de Douai et se jette  dans la Lys à Deûlémont, après avoir traversé 40 communes. 
La Naviette, d'une longueur de 11 km, prend sa source dans la commune de Phalempin et se jette  dans le canal de la Deûle sur la commune, après avoir traversé six communes. 

#### Gestion et qualité des eaux
Le territoire communal est couvert par le schéma d'aménagement et de gestion des eaux (SAGE) « Marque Deûle ». Ce document de planification concerne un territoire de 1 120 km2 de superficie, délimité par les bassins versants de la Marque et de la Deûle, formant une vaste cuvette sédimentaire de 40 km de long et de 25 km de large, où la pente est très faible. Le périmètre a été arrêté le 2 décembre 2005 et le SAGE proprement dit a été approuvé le 9 mars 2020. La structure porteuse de l'élaboration et de la mise en œuvre est la Métropole européenne de Lille. 
La qualité des cours d'eau peut être consultée sur un site spécial géré par les agences de l'eau et l'Agence française pour la biodiversité. 

### Climat
Pour des articles plus généraux, voir Climat des Hauts-de-France et Climat du Nord.
En 2010, le climat de la commune est de type climat océanique dégradé des plaines du Centre et du Nord, selon une étude du CNRS s'appuyant sur une série de données couvrant la période 1971-2000. En 2020, Météo-France publie une typologie des climats de la France métropolitaine dans laquelle la commune est exposée à un climat océanique et est dans la région climatique  Nord-est du bassin Parisien, caractérisée par un ensoleillement médiocre, une pluviométrie moyenne régulièrement répartie au cours de l'année et un hiver froid (3 °C). 
Pour la période 1971-2000, la température annuelle moyenne est de 10,6 °C, avec une amplitude thermique annuelle de 14,5 °C. Le cumul annuel moyen de précipitations est de 679 mm, avec 11,5 jours de précipitations en janvier et 8,7 jours en juillet. Pour la période 1991-2020, la température moyenne annuelle observée sur la station météorologique la plus proche, située sur la commune de Lesquin à 8 km à vol d'oiseau, est de 11,3 °C et le cumul annuel moyen de précipitations est de 740,0 mm,. Pour l'avenir, les paramètres climatiques de la commune estimés pour 2050 selon différents scénarios d'émission de gaz à effet de serre sont consultables sur un site spécial publié par Météo-France en novembre 2022.

## Urbanisme

### Typologie
Au 1er janvier 2024, Houplin-Ancoisne est catégorisée ceinture urbaine, selon la nouvelle grille communale de densité à sept niveaux définie par l'Insee en 2022.
Elle appartient à l'unité urbaine de Houplin-Ancoisne, une unité urbaine monocommunale constituant une ville isolée,. Par ailleurs la commune fait partie de l'aire d'attraction de Lille (partie française), dont elle est une commune de la couronne,. Cette aire, qui regroupe 201 communes, est catégorisée dans les aires de 700 000 habitants ou plus (hors Paris),.

### Occupation des sols

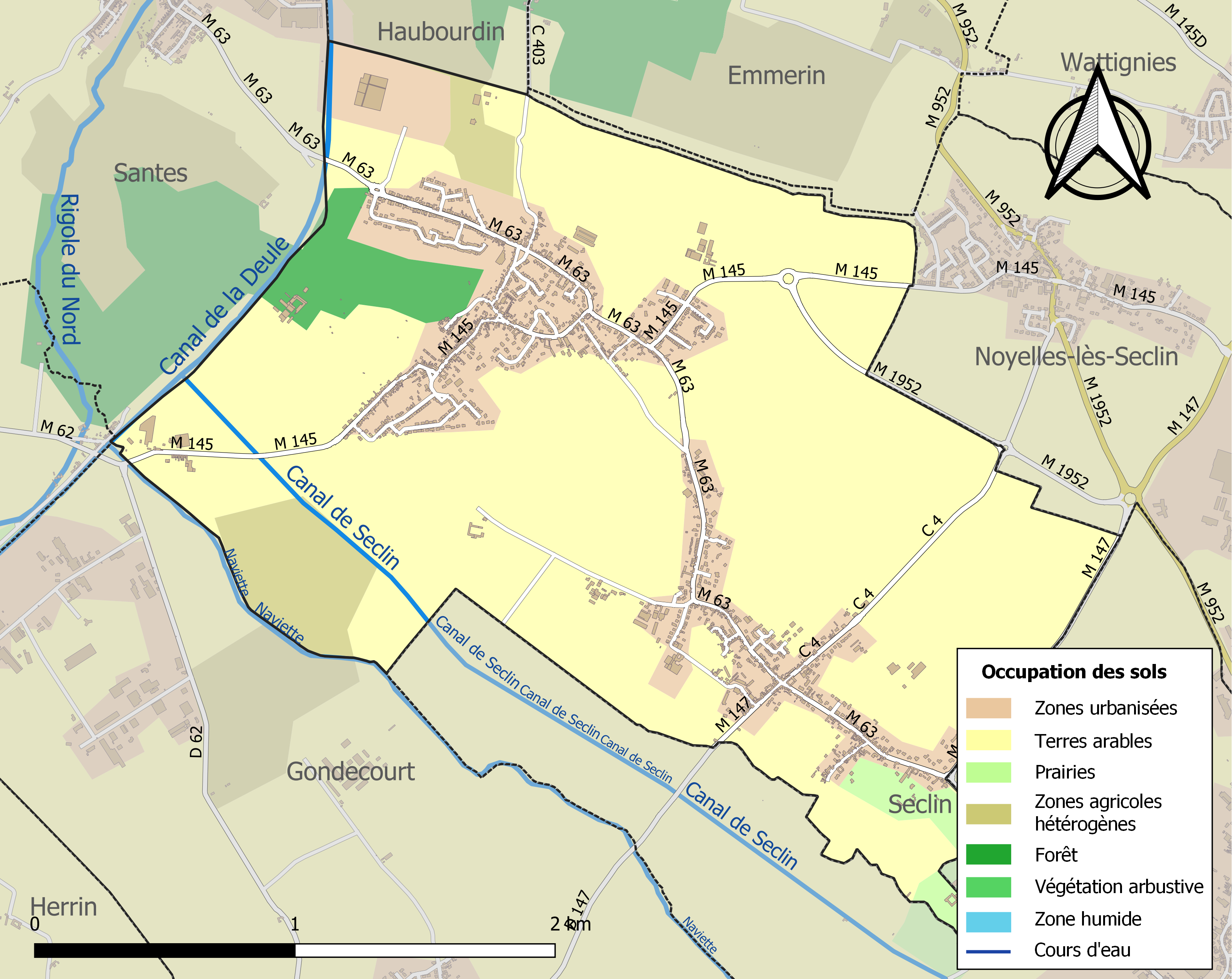
Carte des infrastructures et de l'occupation des sols de la commune en 2018 (CLC).

L'occupation des sols de la commune, telle qu'elle ressort de la base de données européenne d'occupation biophysique des sols Corine Land Cover (CLC), est marquée par l'importance des territoires agricoles (78,2 % en 2018), une proportion sensiblement équivalente à celle de 1990 (78,4 %). La répartition détaillée en 2018 est la suivante : 
terres arables (71,2 %), zones urbanisées (16,4 %), zones agricoles hétérogènes (5 %), forêts (3,3 %), zones industrielles ou commerciales et réseaux de communication (2,1 %), prairies (2 %). L'évolution de l'occupation des sols de la commune et de ses infrastructures peut être observée sur les différentes représentations cartographiques du territoire : la carte de Cassini (XVIIIe siècle), la carte d'état-major (1820-1866) et les cartes ou photos aériennes de l'IGN pour la période actuelle (1950 à aujourd'hui).

### Voies de communication et transports
Les gares les plus proches sont à  Santes et Seclin à 5 km de distance.
La commune est desservie, en 2023, par les lignes 912, 927 et par la ligne de transport à la demande 21R du réseau Ilévia ainsi que par les lignes 879 et 882 du réseau interurbain Arc-en-Ciel 2.
Houplin-Ancoisne se situe à 12 km de l'aéroport de Lille-Lesquin.

## Histoire
Un hameau datant du Néolithique a été découvert lors de fouilles archéologiques en 1877, à l'emplacement de l'actuel Parc Mosaïc. On a également retrouvé des vestiges témoignant d'une présence lors de l'Antiquité et du Moyen Âge, notamment un temple romain, des villas, ainsi qu'une nécropole datant de l'époque mérovingienne. Une abbaye est fondée par les chanoines de Seclin au xiie siècle.
La commune se transforme au xixe siècle, avec l'arrivée de bourgeois conséquente à la vente des biens nationaux. Ceux-ci créent notamment des sites industriels tels que des filatures ou des sucreries, et font assécher des marais. A cette époque, le territoire communal s'agrandit du « marais de Santes, dit d'Ancoisne », et voit la construction du canal de Seclin en 1856.
Du fait de sa longue histoire, Houplin-Ancoisne possède un patrimoine riche, parmi lequel on compte l'église Saint-Martin, quatre chapelles et de nombreuses fermes anciennes.

## Héraldique
|  | Les armes de Houplin-Ancoisne se blasonnent ainsi :"D'azur au chevron d'or accompagné de trois croix recroisettées au pied fiché du même." |

## Politique et administration

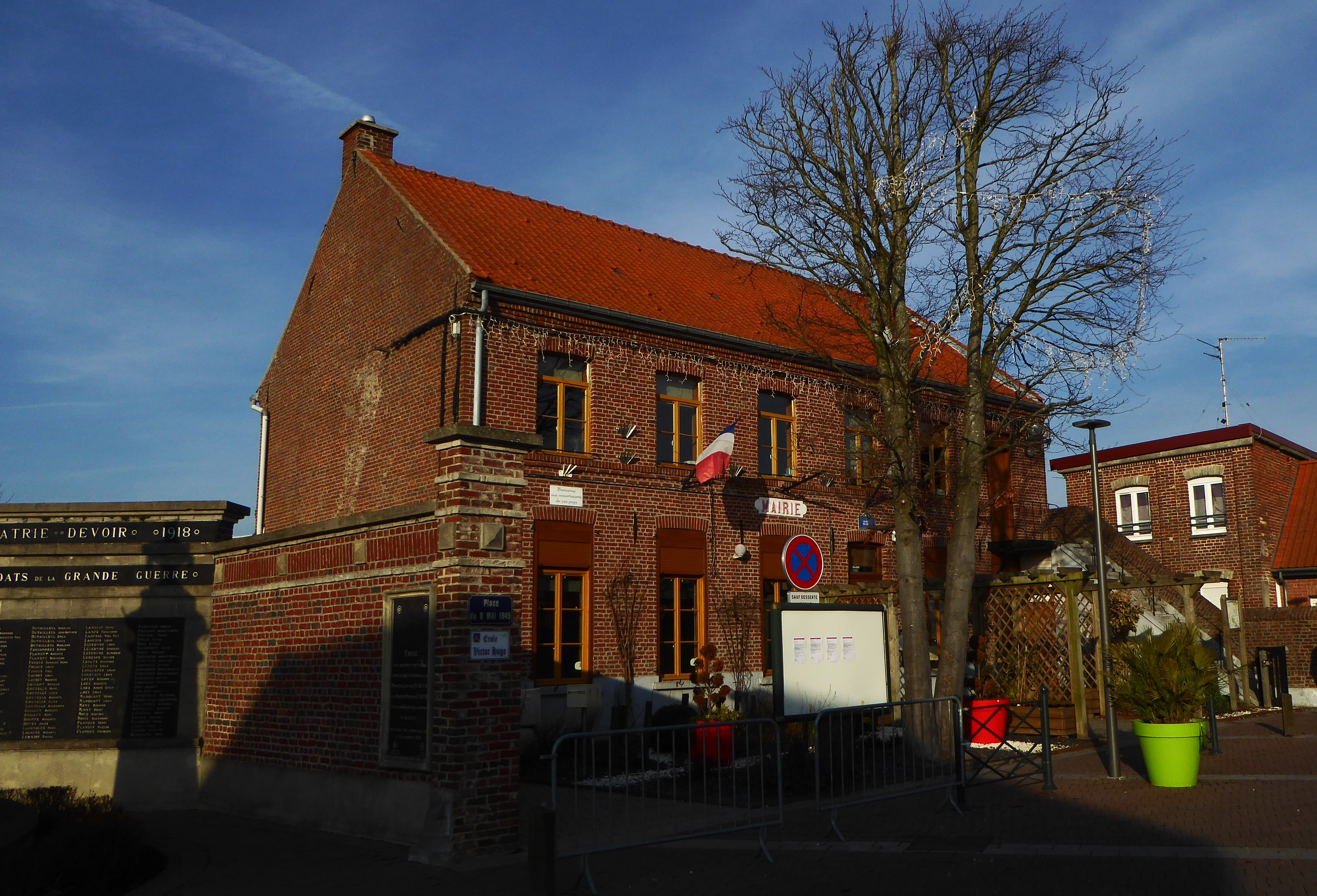
Houplin-Ancoisne : la mairie.

| Période                                  | Période      | Identité                        | Étiquette | Qualité                |
| ---------------------------------------- | ------------ | ------------------------------- | --------- | ---------------------- |
| Les données manquantes sont à compléter. |              |                                 |           |                        |
| 1800                                     | 1808         | Pierre Albert Michel Parent     |           |                        |
| 1808                                     | 1812         | Jacques Bonaventure Sy          |           |                        |
| 1812                                     | 1825         | Louis Dominique Defontaine      |           |                        |
| 1826                                     | 1830         | Jean Baptiste Rouzé             |           |                        |
| 1830                                     | 1831         | François Xavier Heddebault      |           |                        |
| 1831                                     | 1845         | Louis François Augustin Durot   |           |                        |
| 1845                                     | 1865         | Michel Albert Léonard Parent    |           |                        |
| 1865                                     | 1869         | Louis Désiré Heddebault         |           |                        |
| 1870                                     | 1874         | Jean Baptiste Narcisse Gruyelle |           |                        |
| 1874                                     | 1885         | Auguste Durot                   |           |                        |
| 1885                                     | 1888         | Jean Pierre Marchand            |           |                        |
| 1888                                     | 1891         | Jean Baptiste Bauvin            |           |                        |
| 1891                                     | 1894         | Jean Baptiste Gruyelle          |           |                        |
| 1894                                     | 1896         | Louis Deloz                     |           |                        |
| 1896                                     | 1900         | Édouard Cousin                  |           |                        |
| 1900                                     | 1904         | Géréon Brame                    |           |                        |
| 1904                                     | 1919         | Henri Lamblin                   |           |                        |
| 1919                                     | 1925         | Louis Lefebvre                  |           |                        |
| 1925                                     | 1929         | Achille Duthilleul              |           |                        |
| 1929                                     | 1935         | Louis Gruyelle                  |           |                        |
| 1935                                     | 1942         | Léon Mariage                    |           |                        |
| 1942                                     | 1945         | Délégation spéciale             |           |                        |
| 1946                                     | 1947         | Amand Dupuis                    |           |                        |
| 1947                                     | juin 1995    | Auguste Désiré Serrurier        | PS        |                        |
| juin 1995                                | mars 2014    | Bruno Foucart                   | PS        | Maire honoraire        |
| mars 2014                                | juillet 2020 | Jean Crespel                    | DVD       | Retraité de RTE        |
| juillet 2020                             | En cours     | Dominique Gantiez               | SE        | Institutrice retraitée |

## Population et société

### Démographie

#### Évolution démographique
L'évolution du nombre d'habitants est connue à travers les recensements de la population effectués dans la commune depuis 1793. Pour les communes de moins de 10 000 habitants, une enquête de recensement portant sur toute la population est réalisée tous les cinq ans, les populations de référence des années intermédiaires étant quant à elles estimées par interpolation ou extrapolation. Pour la commune, le premier recensement exhaustif entrant dans le cadre du nouveau dispositif a été réalisé en 2008.

En 2022, la commune comptait 3 301 habitants, en évolution de −4,01 % par rapport à 2016 (Nord : +0,51 %, France hors Mayotte : +2,11 %).
| 1793 | 1800 | 1806 | 1821  | 1831  | 1836  | 1841  | 1846  | 1851  |
| ---- | ---- | ---- | ----- | ----- | ----- | ----- | ----- | ----- |
| 735  | 728  | 796  | 1 010 | 1 069 | 1 143 | 1 248 | 1 320 | 1 455 |

| 1856  | 1861  | 1866  | 1872  | 1876  | 1881  | 1886  | 1891  | 1896  |
| ----- | ----- | ----- | ----- | ----- | ----- | ----- | ----- | ----- |
| 1 442 | 1 436 | 1 564 | 1 540 | 1 612 | 1 635 | 1 736 | 1 805 | 1 831 |

| 1901  | 1906  | 1911  | 1921  | 1926  | 1931  | 1936  | 1946  | 1954  |
| ----- | ----- | ----- | ----- | ----- | ----- | ----- | ----- | ----- |
| 1 867 | 1 925 | 1 997 | 1 793 | 1 871 | 1 920 | 1 947 | 1 916 | 2 046 |

| 1962  | 1968  | 1975  | 1982  | 1990  | 1999  | 2006  | 2008  | 2013  |
| ----- | ----- | ----- | ----- | ----- | ----- | ----- | ----- | ----- |
| 2 269 | 2 370 | 2 653 | 3 009 | 3 407 | 3 631 | 3 517 | 3 485 | 3 480 |

| 2018  | 2022  | - | - | - | - | - | - | - |
| ----- | ----- | - | - | - | - | - | - | - |
| 3 378 | 3 301 | - | - | - | - | - | - | - |

#### Pyramide des âges
La population de la commune est relativement jeune.
En 2018, le taux de personnes d'un âge inférieur à 30 ans s'élève à 33,7 %, soit en dessous de la moyenne départementale (39,5 %). À l'inverse, le taux de personnes d'âge supérieur à 60 ans est de 25,5 % la même année, alors qu'il est de 22,5 % au niveau départemental.
En 2018, la commune comptait 1 661 hommes pour 1 717 femmes, soit un taux de 50,83 % de femmes, légèrement inférieur au taux départemental (51,77 %).
Les pyramides des âges de la commune et du département s'établissent comme suit.
| Hommes | Classe d’âge | Femmes |
| ------ | ------------ | ------ |
| 0,2    | 90 ou +      | 1,3    |
| 4,8    | 75-89 ans    | 6,0    |
| 19,1   | 60-74 ans    | 19,4   |
| 21,0   | 45-59 ans    | 21,8   |
| 19,6   | 30-44 ans    | 19,3   |
| 15,6   | 15-29 ans    | 15,3   |
| 19,7   | 0-14 ans     | 16,9   |

| Hommes | Classe d’âge | Femmes |
| ------ | ------------ | ------ |
| 0,5    | 90 ou +      | 1,4    |
| 5,3    | 75-89 ans    | 8,1    |
| 14,8   | 60-74 ans    | 16,2   |
| 19,1   | 45-59 ans    | 18,4   |
| 19,5   | 30-44 ans    | 18,7   |
| 20,7   | 15-29 ans    | 19,1   |
| 20,2   | 0-14 ans     | 18     |

## Économie
Houplin-Ancoisne garde les traces de son évolution passée : une tradition agricole forte, de petits ateliers industriels ou de construction, des activités de service concentrées dans le commerce, le médical, les services publics. La commune compte 125 établissements, dont 60 % dans les services.

## Lieux et monuments

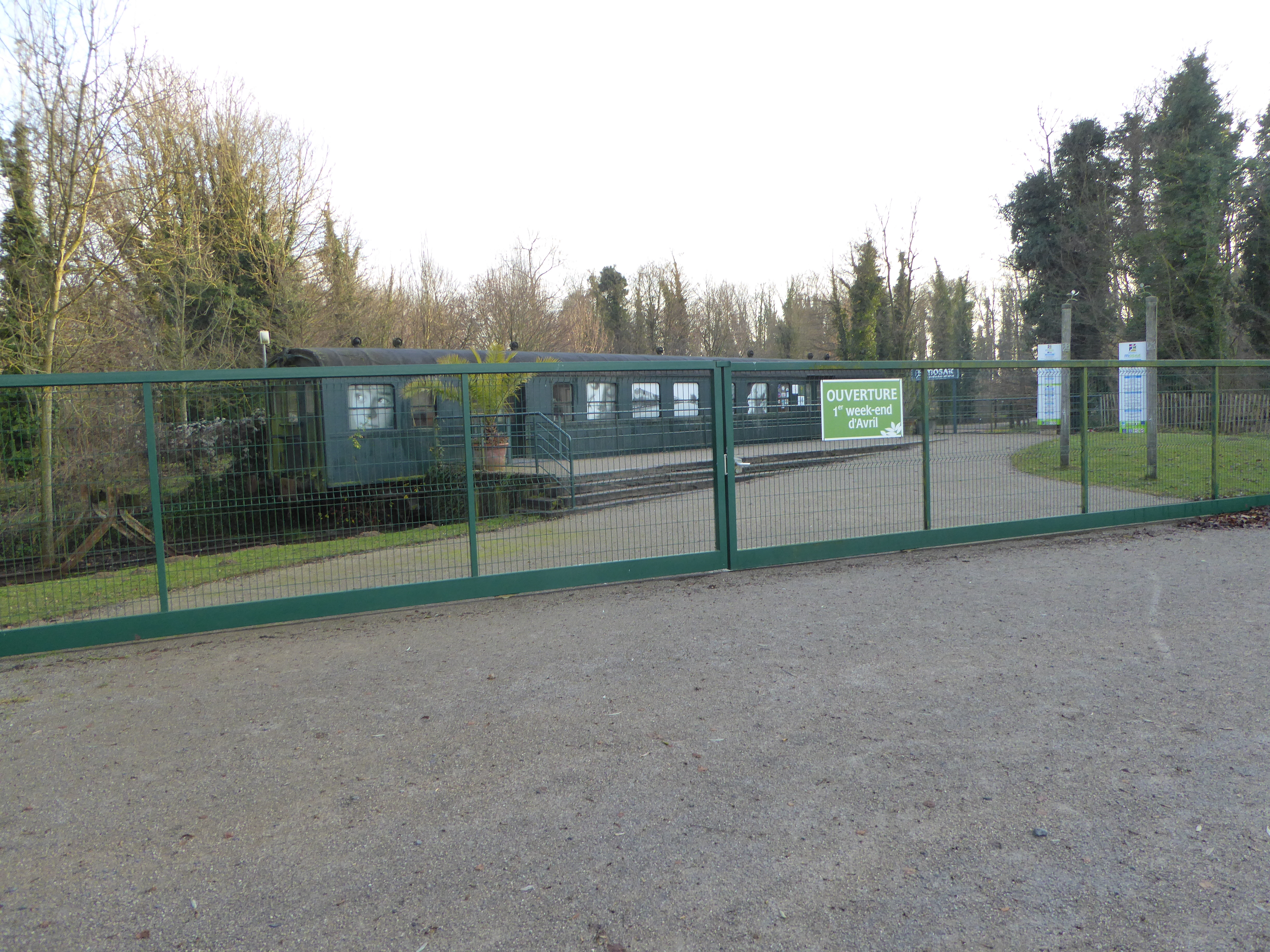
Houplin-Ancoisne : le parc Mosaïc.

- L'église Saint-Martin d'Houplin, inscrite à l'inventaire des monuments historiques en 1966[27]. Elle renferme notamment le monument funéraire de Louis de La Touillière, de 1572 (classé en 1906) et des vitraux du XVIe siècle (eux aussi classés MH) ;
- L'église Notre-Dame de Lourdes, construite en 1901. De gros travaux de rénovation, en particulier sur la façade, ont été entrepris en 2012 ;
- Le parc Mosaïc ;

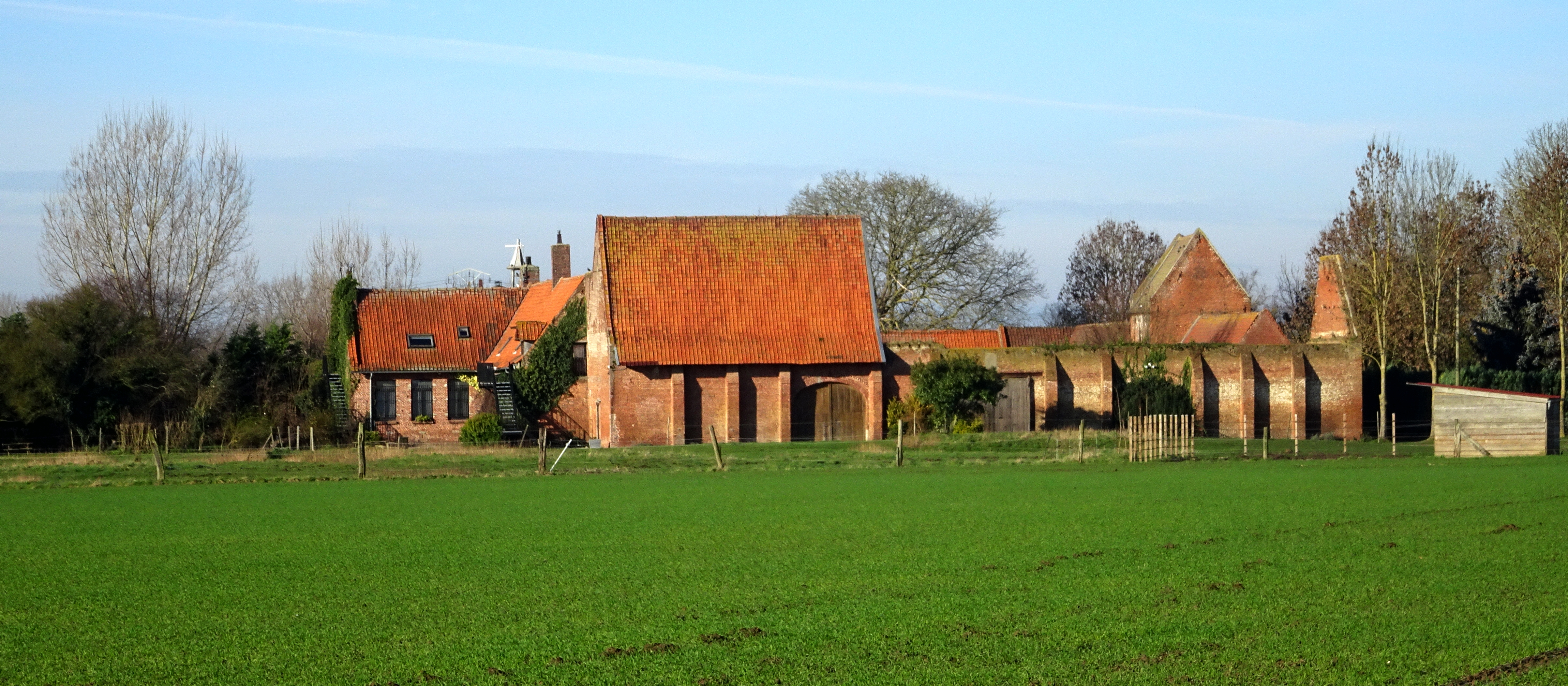
Houplin-Ancoisne, La ferme abbatiale de la Pouillerie

- La ferme de la Pouillerie et la ferme de la nature et de l'environnement, toutes deux situées rue de la Pouillerie ;
- Le canal de Seclin ;
- Le canal de la Deûle.

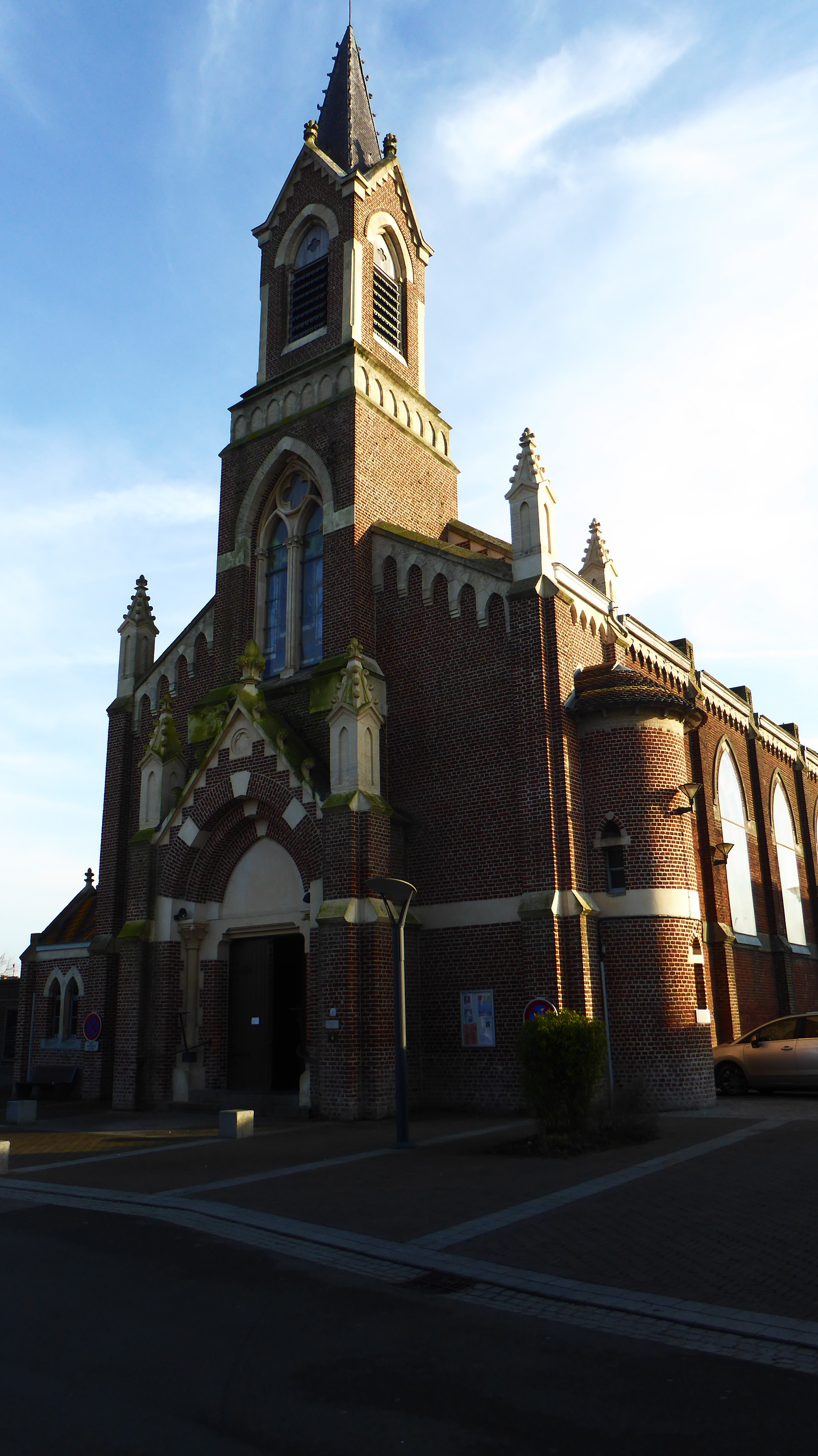
Église Notre-Dame de Lourdes.
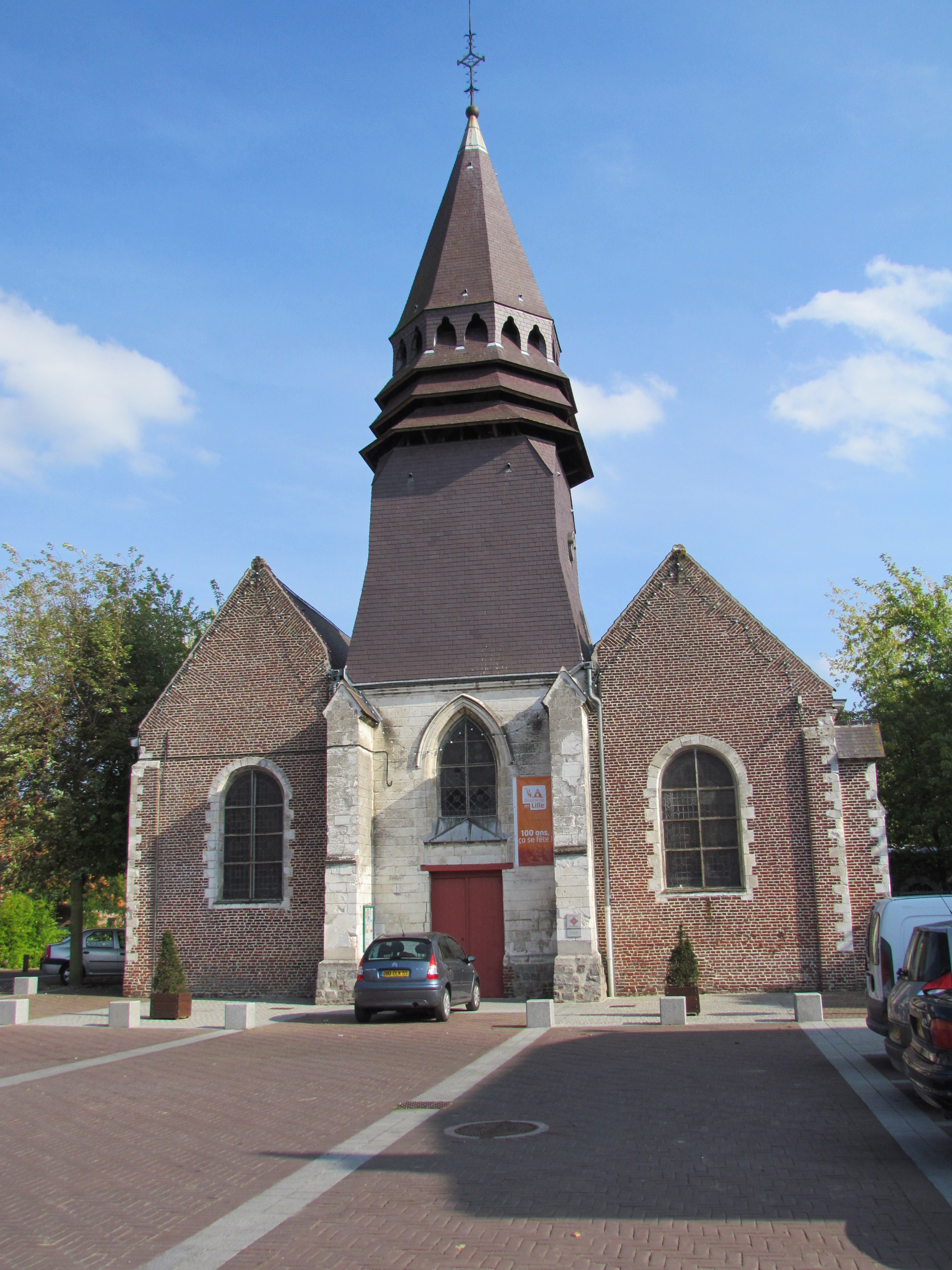
Église Saint-Martin d'Houplin.
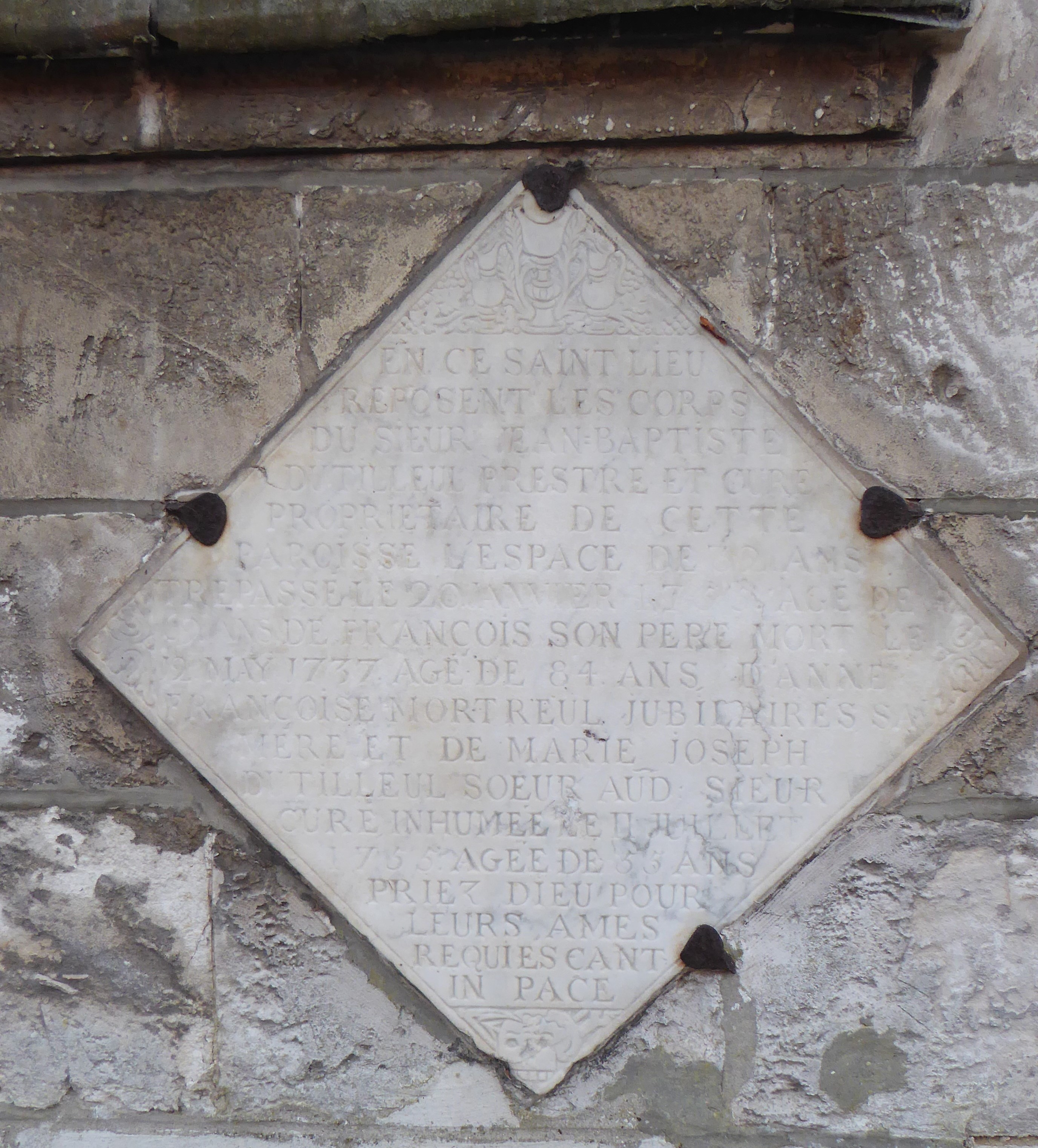
Dalle funéraire de Jean-Baptiste Dutilleul (église Saint-Martin).
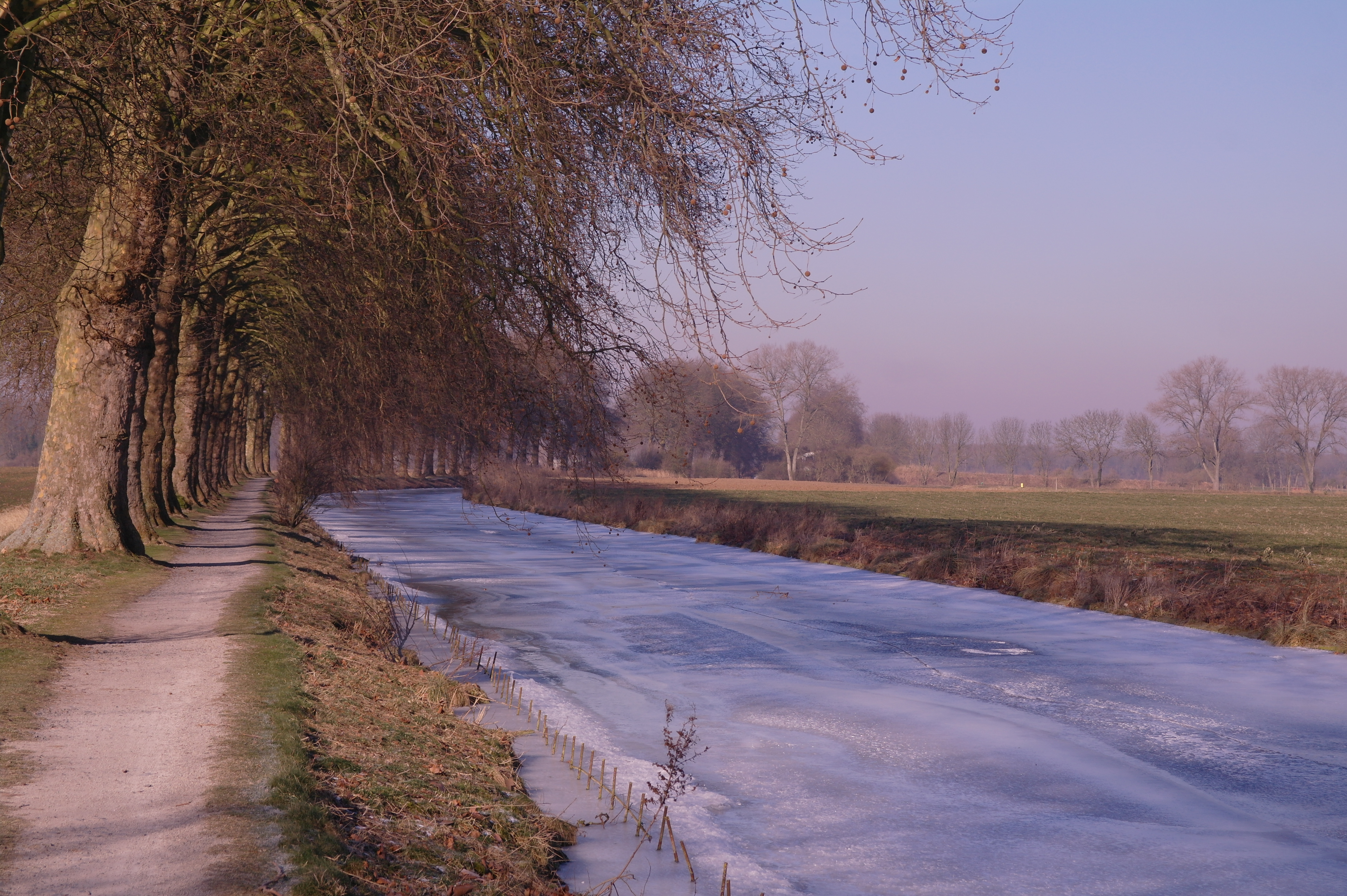
Canal reliant Seclin à la Deûle.
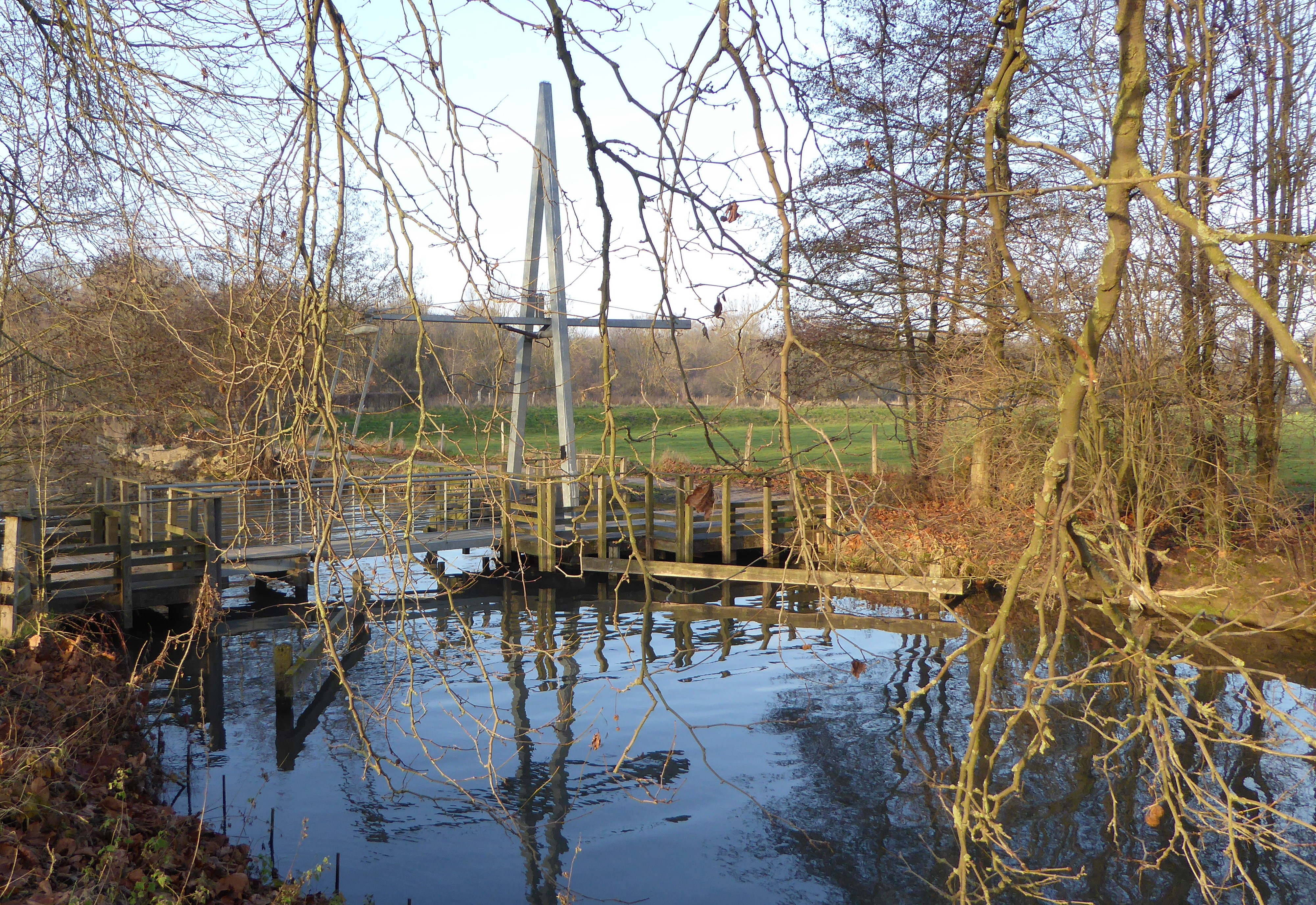
Le canal de Seclin.
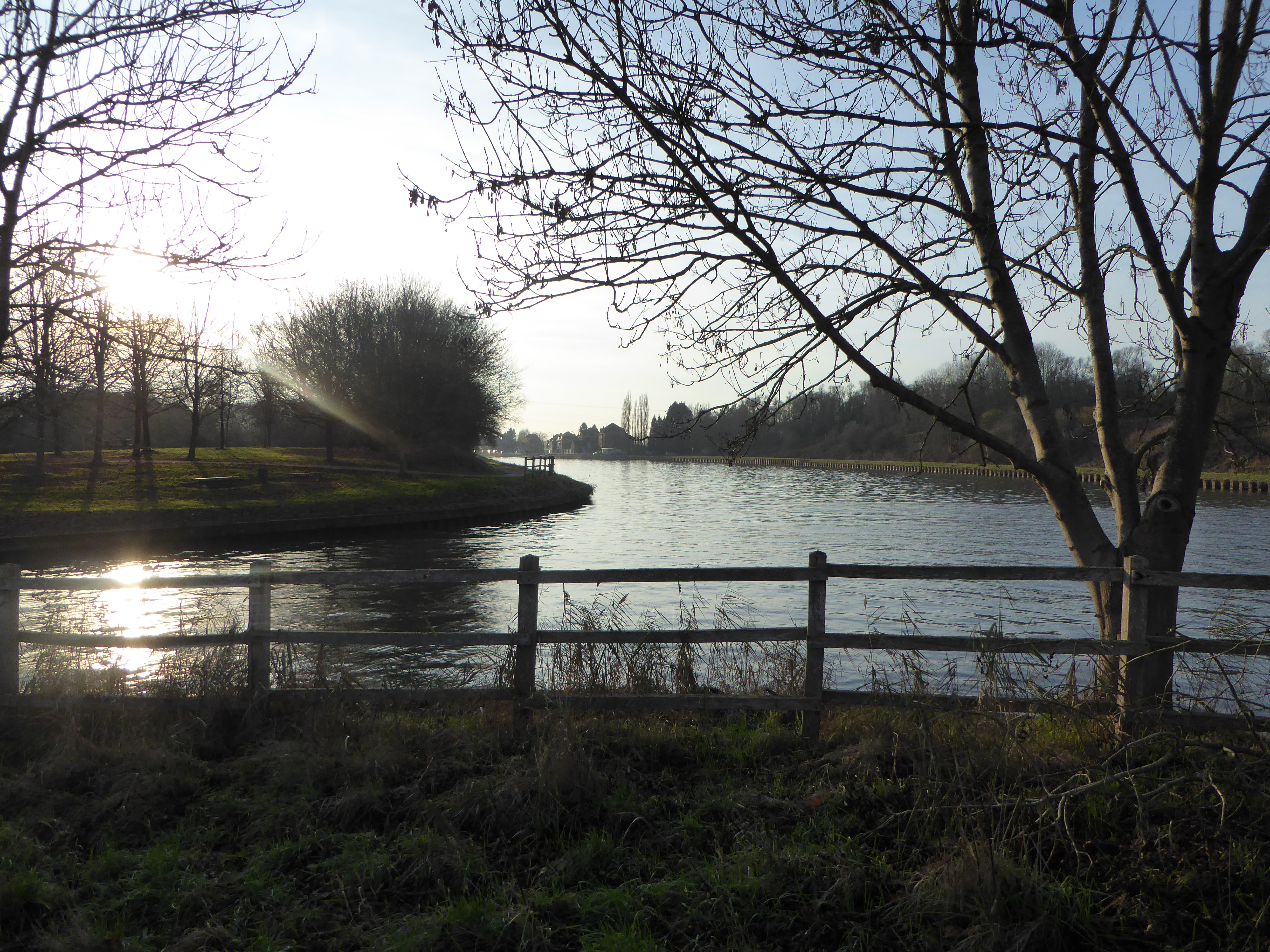
Le canal de la Deûle.

## Pour approfondir